# Baracksárga tinóru
A baracksárga tinóru vagy más néven baracksárga nemezestinóru (Rheubarbariboletus armeniacus) az osztatlan bazídiumú gombák, azon belül a tinórufélék közé tartozó nagygombafaj. 2008-ban a cseh mikológus, Josef Šutara az újonnan létrehozott Xerocomellus nemzetségbe sorolta be. 2015-ben került a  Rheubarbariboletus nemzetségbe. 

## Megjelenése
Az alföldi, dombvidéki és alacsonyabb hegyvidéki területekre jellemző gombafaj. Nyártól kora őszig terem, rendszerint többedmagával, leggyakrabban a fehér nyárral alkot mikorrhizát, de időnként tölgyesekben is előfordul. A Mediterráneum jellemző gombája, a Kárpát-medencében meglehetősen ritkán fordul elő.
Kalapja 4–9 cm átmérőjű, felszíne erősen berepedezett. Színe általában narancsbarna, termőteste fiatalon rózsaszínes, majd idős korára barnásvörössé válik, vastag, szorosan a tönkhöz nőtt.
Tönkje hengeres, lefele elvékonyodó, színe a kalapéval megegyezik, alja mindig narancssárga. Húsa a kalapbőr alatt sárga, egyébként fehér, nyomásra és vágásra kékül. Íze, szaga nem jellemző.

## Összetéveszthetősége
Mérgező gombával nem téveszthető össze, azonban nagyon hasonlít közeli rokonára, az arany tinórura, melynek húsa a repedésekben bíborvörös.
Habár ehető gomba, ritkasága miatt kíméletre szorul.